# Villa Harding Green
Villa Harding Green es un barrio de la ciudad de Bahía Blanca, Provincia de Buenos Aires, Argentina.

## Población
Actualmente se encuentra totalmente dentro del Gran Bahía Blanca, por lo que suma 258,246 habitantes (Indec, 2001) en su totalidad. Villa Harding Green está ubicado en el noreste de Bahía Blanca, rodeado por los barrios Las Cañitas, Villa Hipódromo y Viajantes del Sur.

## Denominación
El nombre Villa Harding Green recuerda al británico William Brehmen Harding Green (10 de enero de 1855, Brooklyn, Nueva York, Estados Unidos-19 de marzo de 1937, Londres, Inglaterra), hijo de uno de los fundadores del Banco de Londres y Río de la Plata, llegado a Bahía Blanca en 1893, donde tuvo una gran actuación: desde entonces fue gerente de la empresa Ferrocarril Bahía Blanca al Noroeste (y desde 1906 reconfirmado en el cargo, cuando la empresa fue adquirida por Ferrocarril Buenos Aires al Pacífico), tuvo a su cargo Puerto Galván (llegaba hasta allí su propio ramal), el Mercado Victoria de la ciudad (por entonces, el mayor de Sudamérica; almacenaba los granos y frutos a exportar), la concesión del suministro de energía eléctrica y gas, y fue fundador de las usinas eléctricas, del barrio New Liverpool (más conocido como "barrio inglés"), del Club Atlético Pacífico y del entonces club de golf ubicado en Loma Paraguaya, en el sur de Bahía Blanca, además de haber sido cónsul del Reino Unido y uno de los socios fundadores del Club Argentino de la ciudad, entre otros legados. Su trabajo local terminó en 1924, cuando Ferrocarril Buenos Aires al Pacífico fue comprado por Ferrocarril del Sud. En su lugar asumió el inglés Arthur Henry Coleman (1868, Brynmenyn, Gales, Reino Unido-1952, Bahía Blanca, Provincia de Buenos Aires, Argentina), quien, por otro lado, llegó a ser conocido como el "virrey" de Bahía Blanca, por el gran poder que también tenía.  Dos años más tarde, Harding Green volvió a Inglaterra. Curiosamente, todos sus hermanos llevaron el apellido de su padre, Green, pero por alguna razón él quiso incluir, además, el apellido de su abuela paterna (Harding), lo que derivó en su doble apellido.

## Historia
Fue fundada en 1907 por iniciativa de Ernesto Parral (1873-1925), quien decidió lotear y rematar sus terrenos, ubicados por entonces a 6 km de Bahía Blanca, en una pendiente ventosa. Estos nuevos terrenos ya forestados se ofrecían a los trabajadores en cómodas cuotas y con servicio de agua potable y transporte urbano, garantizado por el servicio de tranvías eléctricos que operaban los ingleses y que unía Villa Haring Green con la Plaza Rivadavia de Bahía Blanca (la plaza central). El mismo funcionó entre 1911 y 1938. Actualmente, la plaza principal de Villa Harding Green lleva el nombre de Ernesto Parral.
En Villa Harding Green también estuvo instalada "La Aeroposta", el primer servicio aeropostal de la ciudad. El 1 de noviembre de 1929, el aviador francés Antoine de Saint-Exupéry volvó desde Buenos Aires a Bahía Blanca a bordo de un Latécoère 25, dado así inicio a la aviación comercial en Argentina.
En la villa se encuentra "El Cristo Redentor". El 7 de abril de 1987, Su Santidad Juan Pablo II bendijo los campos, a los que trabajaban en ellos y a toda la comunidad a través del oficio de la Santa Misa. 